# 삼성중학교 (경북)
삼성중학교(三聖中學校)는 대한민국 경상북도 의성군 단북면 노연리에 있는 사립 중학교이다.

## 학교 연혁
- 1949년 9월 5일 : 삼분교회의 김형칠 목사와 장로들이 중심이 되어 본교 전신인 "삼성중등 강습회"를 설립하고, 구 삼분초등학교에서 남학생 46명으로 야간강습을 시작
- 1955년 2월 2일 : 재단법인 삼성학원 설립인가(초대 권병두 이사장 취임)
- 1955년 4월 9일 : 삼성중학교 설립인가 (학급수 6학급, 학급정원 50명)
- 1955년 5월 20일 : 삼성중학교 개교(초대 김형칠 교장 취임)
- 1967년 1월 13일 : 단북면 노연리 377로 위치 변경
- 1976년 3월 30일 : 학칙변경 (12학급) 인가
- 2019년 9월 1일 : 제12대 정구영 교장 취임
- 2023년 2월 10일 : 제69회 졸업식 거행

## 참고 자료
- 삼성중학교 - 한국교육학술정보원 학교알리미